# Nannochorista dipteroides
Nannochorista dipteroides är en näbbsländeart som beskrevs av Tillyard 1917. Nannochorista dipteroides ingår i släktet Nannochorista och familjen Nannochoristidae. Inga underarter finns listade i Catalogue of Life.